# Шахдазькі народи
Шахда́зькі народи (азерб. Şahdağ xalqları) — спільна назва трьох невеличких народів, що живуть у високогірному районі поблизу гори Шахдаг (звідси й назва), розташованому на північному сході Азербайджану: кризи, будухи та хіналузьці.
Часто їх зараховують до складу азербайджанців, але кожен з цих народів має власну мову, історію, культуру і етнічну самосвідомість.
За мовою шахдазькі народи належать до північно-павказької мовної сім'ї, кризька і будуська мови включаються до лезгинської групи, а хіналузька мова займає окреме місце серед нахсько-дагестанських мов. Крім рідної, всі вони володіють також азербайджанською мовою, яка є офіційною мовою Азербайджану, а також літературною мовою і мовою шкільного навчання для шахдазьких народів.
Кожен із шахдазьких народів отримав свою назву від назви селища, в якому ці люди проживають. Кризи живуть у декількох селищах і, відповідно поділяються на декілька субетносів: власне кризи (кризьці), джеки (джекці), аликці, гапутлинці, ергюджинці.
Шахдазькі селища Хіналуг (Хиналиг, азерб. Xınalıq), Криз (Гриз, азерб. Qrız), Джек (азерб. Cek), Алик (азерб. Əlik), Гапут (азерб. Haput), Єргюдж (азерб. Yergüc), Будуг (азерб. Buduq) розташовані в горах на заході Губинського району (азерб. Quba rayonu). Через свої географічні особливості цей регіон значною мірою ізольований від інших районів Азербайджану, що сприяло збереженню етнографічних особливостей його населення.
Основним заняттям кризів, будухів і хіналузьців є вівчарство.
У Хачмаському районі (азерб. Xaçmaz rayonu) є рівнинні поселення кризів. Тут вони займаються садівництвом.